# Micronycteris matses
Micronycteris matses (Simmons, Voss, & Fleck, 2002) è un pipistrello della famiglia dei Fillostomidi endemico del Perù.

## Descrizione

### Dimensioni
Pipistrello di piccole dimensioni, con la lunghezza totale tra 66 e 69 mm, la lunghezza dell'avambraccio tra 37,7 e 39,4 mm, la lunghezza della coda tra 13 e 17 mm, la lunghezza del piede tra 11 e 12 mm, la lunghezza delle orecchie tra 21,5 e 23 mm e un peso fino a 14 g.

### Aspetto
La pelliccia è lunga. Il colore generale del corpo è marrone scuro, con la base dei peli dorsali bianca. Il muso è allungato, la foglia nasale è ben sviluppata, lanceolata e con la porzione anteriore saldata al labbro superiore soltanto alla base, mentre sul labbro inferiore è presente un cuscinetto carnoso a forma di V. Le orecchie sono grandi, ovali, ricoperte di peli alla base del margine anteriore e unite sulla testa da una membrana con un incavo centrale superficiale. Il trago è corto, triangolare e con un piccolo incavo alla base del margine posteriore. La coda è lunga circa la metà dell'ampio uropatagio. Il calcar è più lungo del piede.

## Biologia

### Comportamento
Si rifugia in buche naturali o scavate da armadillos giganti.

### Alimentazione
Si nutre di insetti.

## Distribuzione e habitat
Questa specie è conosciuta soltanto in una località del Dipartimento di Loreto, nel Perù nord-orientale.
Vive nelle foreste pluviali primarie di pianura fino a 150 metri di altitudine.

## Conservazione
La IUCN Red List, considerato che questa specie è stata scoperta recentemente e ci sono poche informazioni circa il suo areale, lo stato della popolazione, le minacce e i requisiti ecologici, classifica M.matses come specie con dati insufficienti (DD).